# Franco Fontana
Pour les articles homonymes, voir Fontana.
Franco Fontana (né le 9 décembre 1933 à Modène) est un photographe italien, considéré comme un pionnier de la photographie en couleur, connu pour ses photographies de paysage, dont le style se caractérise par une juxtaposition de couleurs vives et de contrastes forts.
Certaines de ses photographies ont été utilisées pour illustrer des pochettes d'albums musicaux de jazz produits par le label ECM.

## Biographie
Actif depuis 1961, Franco Fontana travaille sur les formes plastiques dans les jeux d'ombres, le noir et blanc et la couleur, les paysages, le corps humain. Il voyage aux États-Unis et au Japon.
Il publie son premier livre « Skyline » aux éditions Contrejour etPunto e Virgola en 1978.

## Collections
Liste non exhausrive
- George Eastman House, Rochester, États-Unis
- Museum of Modern Art, New York
- Ludwig Museum, Cologne, Allemagne
- National Gallery, Beijing, Chine
- Musée d'art moderne de la ville de Paris, Paris, France
- Victoria and Albert Museum, Londres, Angleterre

## Expositions
- Franco Fontana : Rétrospective, première grande exposition rétrospective qui retrace toute la carrière artistique du photographe de Modène, présentant plus de 200 photographies de ce pionnier de la photographie en couleur, considéré comme un précurseur dans un monde photographique en noir et blanc, Musée de l'Ara Pacis, Rome, du 13 décembre 2024 au 31 août 2025 [2],[3]

## Publications
- 1978 : Skyline, éditions Contrejour / Punto e Virgola